# Aeródromo de Requena
El Aeródromo de Requena (código OACI: LERE) es un aeródromo privado español situado cerca de la pedanía de El Rebollar, en el término municipal de Requena (Valencia).
Está destinado a la aviación general y ultraligera tanto para uso formativo, como particular, como turístico. Es propiedad y está gestionado por la empresa valenciana Airpull Aviation.
Se encuentra a 8 km de distancia de Requena y a 62 km de la ciudad de Valencia.

## Características
Está situado a 710 m de altitud. La longitud de la pista de asfalto es de unos 995 m, con una anchura de 18 m y orientación 12/30. La pista transcurre paralela a la autovía A-3, de la que la separa una distancia de unos 200 metros, entre los kilómetros 294 y 296.
Es un aeródromo no controlado aunque existe una frecuencia de radio que proporciona información no oficial desde el aeródromo además de servir como medio de comunicación entre tráficos para mantener la separación obligatoria.
Dispone de una plataforma con capacidad para unos 20 aviones, en la cual se proporcionan además servicios de repostaje, y tres hangares.
Se accede a él a través de la A-3 y tomando la salida 297 en El Rebollar. Desde allí, la vía de servicio sur de la autovía llega hasta el aeródromo.

## Instalaciones
El Aeródromo de Requena es la sede de distintas entidades relacionadas con el mundo de la aviación como son el Club Aéreo Valencia y la Fundación Aérea de la Comunidad Valenciana. Ha albergado además las ediciones del Campeonato de España de Vuelo Acrobático desde el año 2016 hasta el 2019. 
El aeródromo cuenta con una escuela de pilotos (Airpull Aviation Academy), un centro de mantenimiento de aeronaves (Dédalo Aviación), un club aéreo (Club Aéreo Universal) y la sede de las aeronaves de la Fundación Aérea de la Comunidad Valenciana. 